# Drag City
Drag City är ett amerikanskt skivbolag, grundat 1990 i Chicago, Illinois. Bolaget har givit ut musik av en mängd olika artister, däribland Will Oldham, Pavement och Joanna Newsom.
Bolagets första utgivning var singeln Hero City med bandet Royal Trux 1990.
Flera Drag City-utgåvor har licensierats till Domino Records för utgivning i Europa.

## Artister i urval
- Richard Bishop
- Blues Control
- Bill Callahan
- Flying Saucer Attack
- Loose Fur
- Joanna Newsom
- Scout Niblett
- Will Oldham (Bonnie 'Prince' Billy, Palace Music, etc.)
- Jim O'Rourke
- Pavement
- Jessica Pratt
- Alasdair Roberts
- Royal Trux
- Lætitia Sadier
- Ty Segall
- Silver Jews
- Stereolab
- Sun Araw